# 総武流山電鉄2000形電車
- 西武701系電車 > 総武流山電鉄2000形電車
- 流鉄流山線 > 総武流山電鉄2000形電車

総武流山電鉄2000形電車（そうぶながれやまでんてつ2000がたでんしゃ）は、かつて総武流山電鉄（現・流鉄）が総武流山線（現・流山線）で運用していた通勤形電車である。

## 概要
1200形・1300形の一部、及びそれ以前から使用されており予備車となっていたモハ1100形を置き換えるため、1994年（平成6年）から1997年（平成9年）にかけて西武701系・801系電車を譲受したもので、2両編成2本、3両編成2本の10両が導入された。総武流山電鉄初の冷房付きカルダン駆動車である。
形式称号は、制御電動車が2両編成用・3両編成用や主制御器・パンタグラフの有無による区別はなくクモハ2000形（2000番台）、中間電動車がモハ2000形（2100番台）、制御車がクハ20形となっている。
種車の701系・801系はいずれも4両編成であったため、編成の短縮にあたり中間電動車に制御車の運転台部分を接合している。改造は西武所沢車両工場にて実施された。
電装品などは種車のものを使用しているが、クハ22のみは台車をFS067からFS072へ交換している。
総武流山電鉄では塗色変更の上、編成ごとに愛称が付与されている。以下、本項では編成を表す場合は編成愛称を用いる。

### 2両編成
- クモハ2001 - クモハ2002「青空」 - 元801系803編成（1968年西武所沢車両工場製）
- クモハ2005 - クモハ2006「なの花」 - 元701系757編成（1966年西武所沢車両工場製）

1994年（平成6年）8月に「青空」、1997年（平成9年）3月9日（運用開始は同月14日）に「なの花」が導入された。クモハ2002・2006に主制御器とパンタグラフ2器を装備している。運転台はそれぞれの種車になった編成の制御車であるクハ1803・1804、クハ1757・1758のものを接合している。
2006年のワンマン運転開始にあわせ対応改造を施工し、ドア開閉チャイムと案内放送、自動の車内アナウンス装置が取り付けられた。また、前面行先表示器が2文字分のLED表示器に改造された。

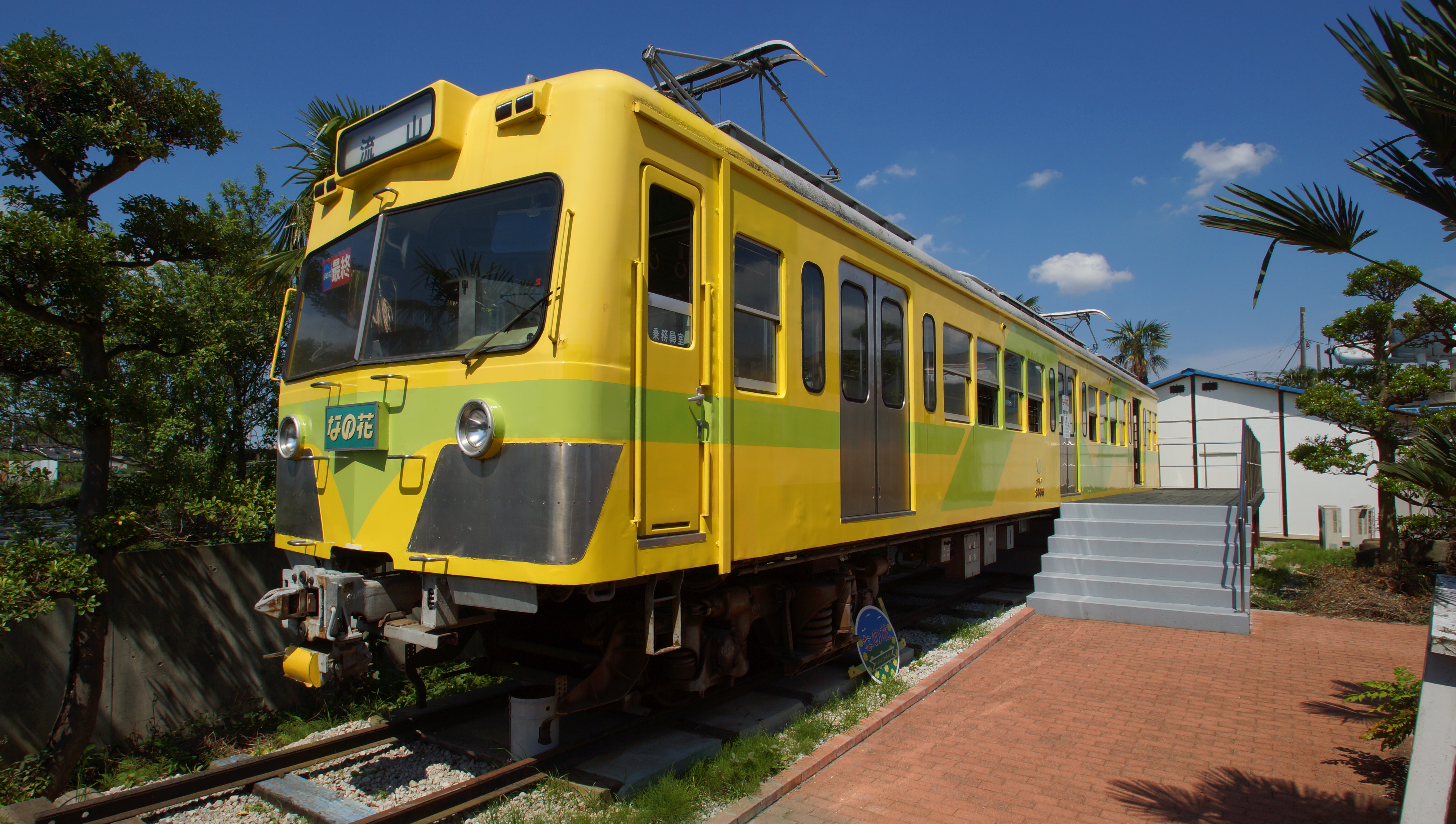
昭和の杜博物館に保存されたクモハ2006

老朽化のため、「青空」は2012年（平成24年）7月15日、「なの花」は2013年（平成25年）4月28日のさよなら運転をもって運用を終了し、廃車となった。「なの花」のクモハ2006が千葉県松戸市にある「昭和の杜博物館」に保存され、クモハ2001の前頭部とクモハ2005の妻面が群馬県安中市内で放置されている。
2両編成 編成表
|                     | ← 馬橋流山 →     | ← 馬橋流山 →         | 愛称         | 塗色           |
| 形式                | クモハ2000 (Mc2) | ◇ ◇ クモハ2000 (Mc1) | 愛称         | 塗色           |
| 車両番号 (西武時代) | 2001 (1803+803)  | 2002 (804+1804)      | 青空         | 紺地・白帯     |
| 車両番号 (西武時代) | 2005 (1757+757)  | 2006 (758+1758)      | なの花 (2代) | 黄色地・黄緑帯 |

### 3両編成
- クモハ2003 - モハ2101 - クハ21「明星」 - 元701系745編成（1965年西武所沢車両工場製[1]）
- クモハ2004 - モハ2102 - クハ22「流馬」 - 元801系809編成（1968年西武所沢車両工場製）

1995年（平成7年）12月に「明星」、1997年（平成9年）10月に「流馬」が導入された。モハ2000形に主制御器とパンタグラフ2基を装備している。クモハ2000形の運転台は種車になった編成のもう1両の制御車であるクハ1745・クハ1809のものを接合している。なお、2両編成とはMMユニットの向きが逆である。
輸送合理化のため、「流馬」は2007年（平成19年）11月18日、「明星」は2009年（平成21年）4月29日をもって運用を終了し、廃車となった。「流馬」と「明星」の先頭車が1両ずつ、運転台部分のみのカットボディとして埼玉県さいたま市緑区の「ほしあい眼科」に保存されている。
3両編成 編成表
|                     | ← 馬橋流山 → | ← 馬橋流山 →      | ← 馬橋流山 →     | 愛称       | 塗色         |
| 形式                | クハ20 (Tc)  | ◇ ◇ モハ2000 (M1) | クモハ2000 (Mc2) | 愛称       | 塗色         |
| 車両番号 (西武時代) | 21 (1746)    | 2101 (746)        | 2003 (745+1745)  | 明星       | 柿色地・白帯 |
| 車両番号 (西武時代) | 22 (1810)    | 2102 (810)        | 2004 (809+1809)  | 流馬 (2代) | 水色地・白帯 |

## ギャラリー

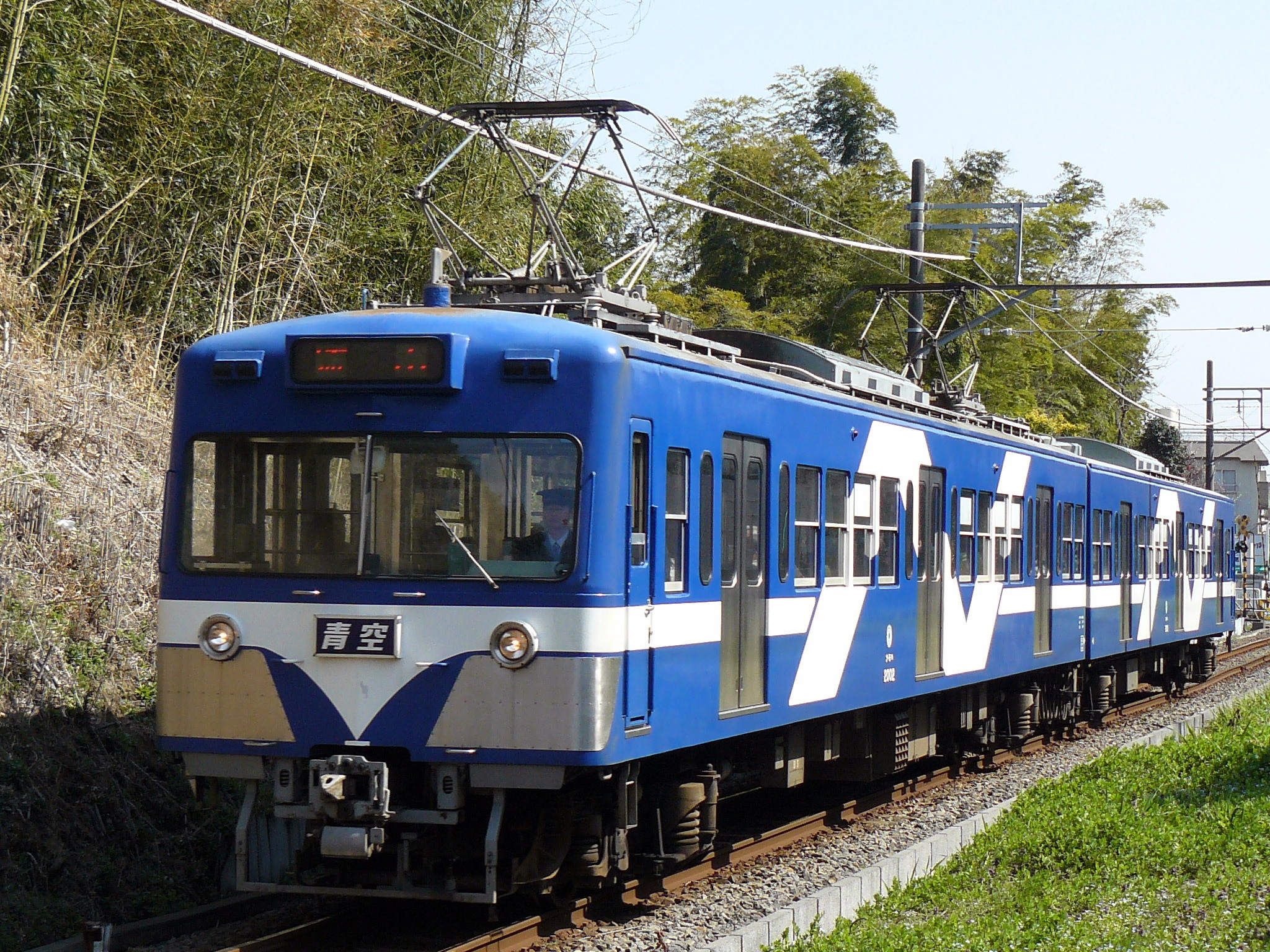
2001編成「青空」（2008年撮影）
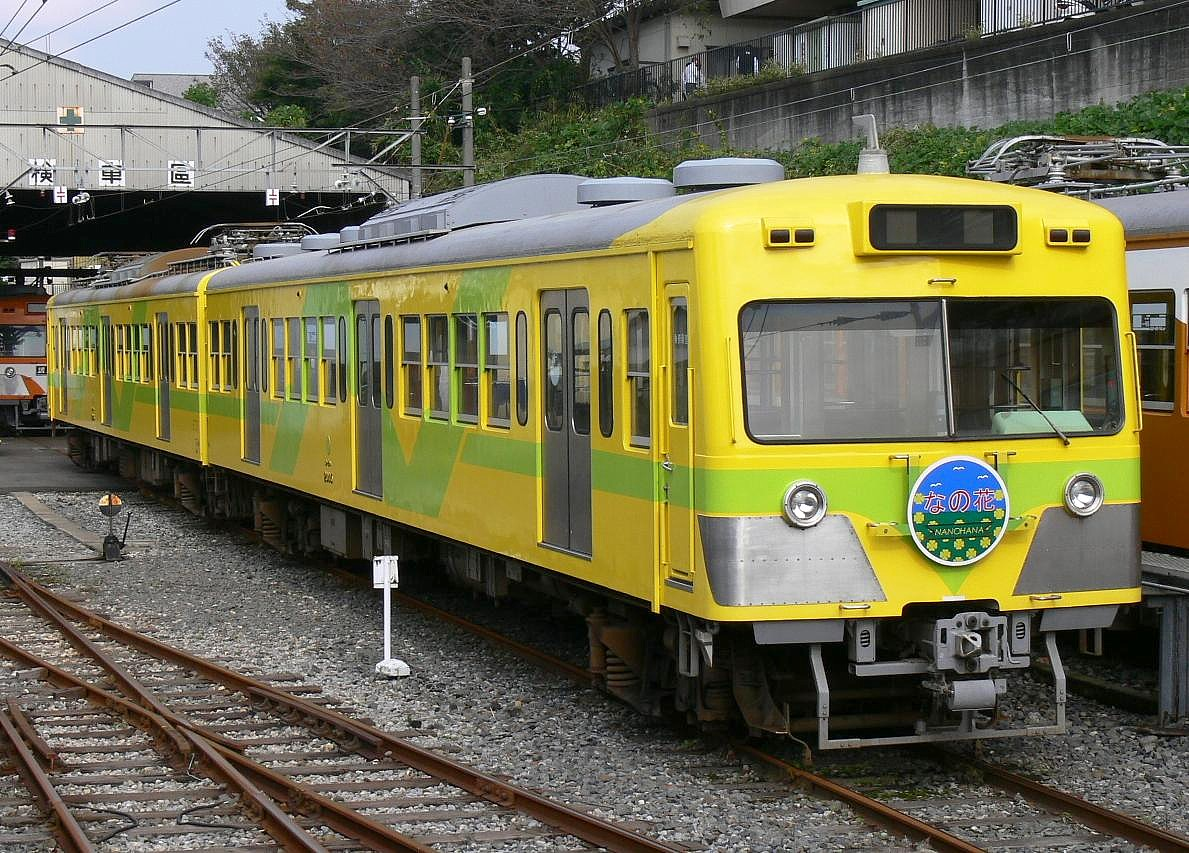
2005編成「なの花」（2006年撮影）
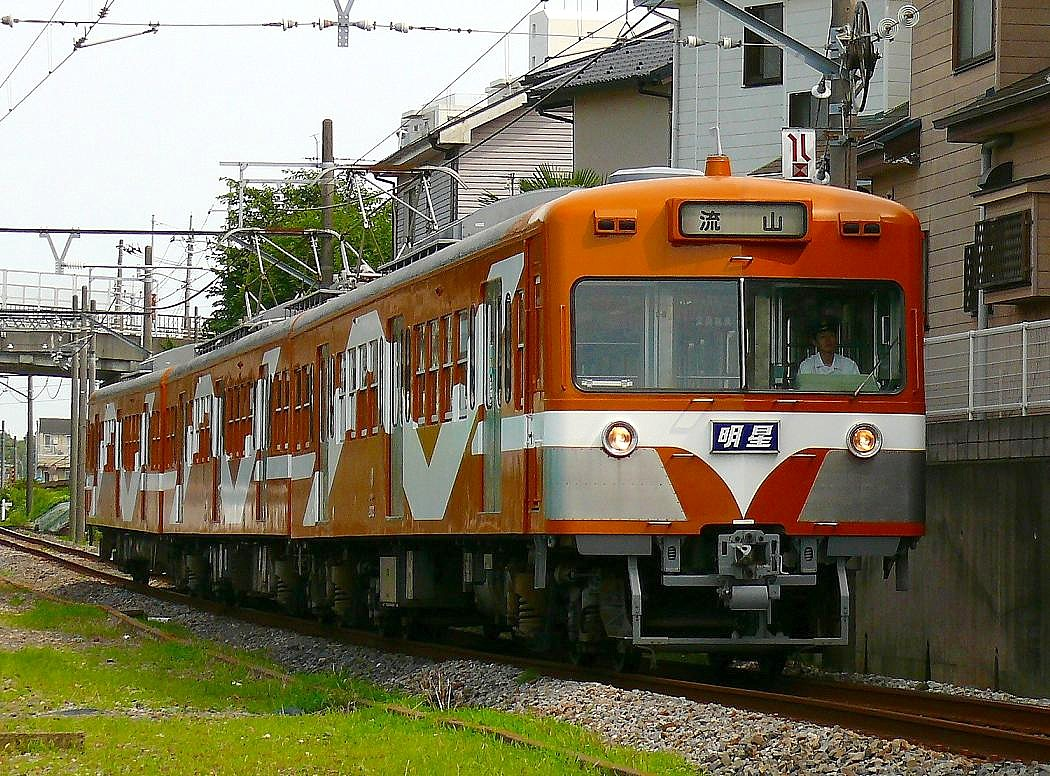
2003編成「明星」（2007年撮影）
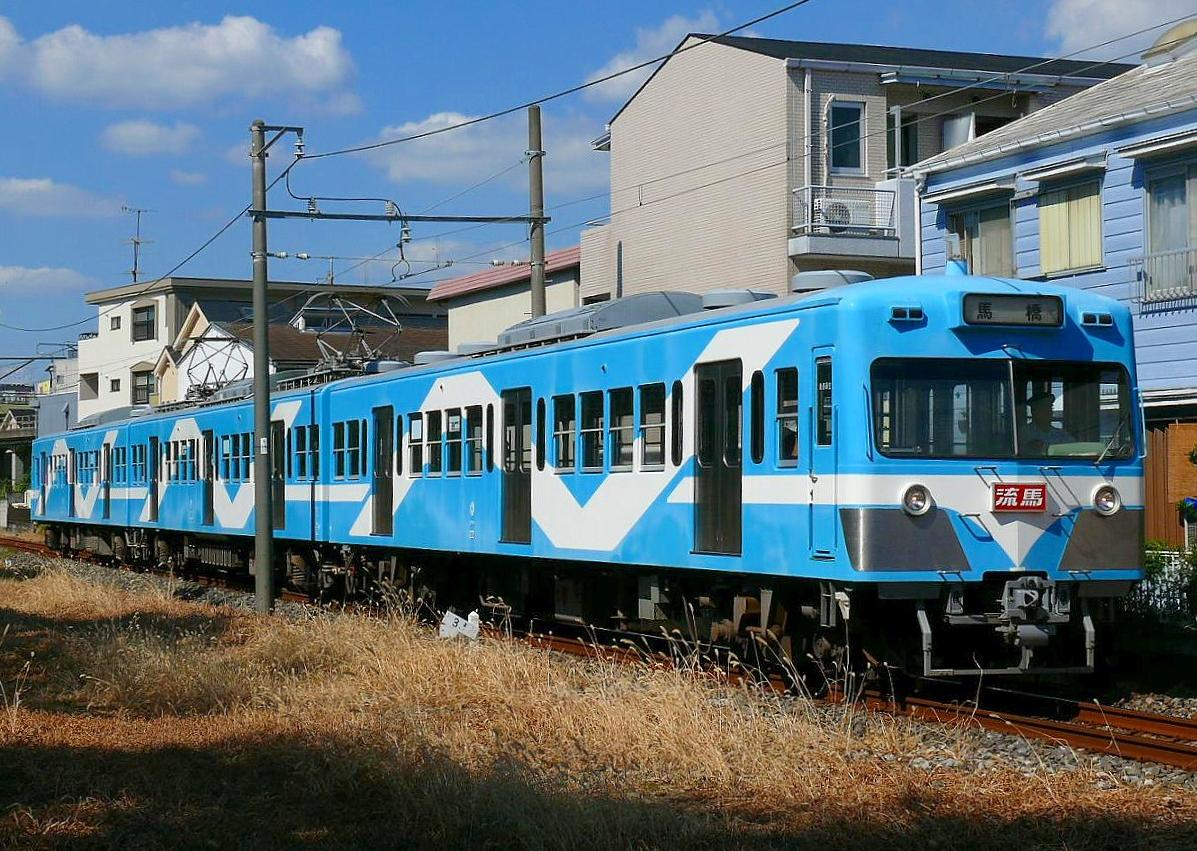
2004編成「流馬」（2007年撮影）